# Druckerpool
Ein Druckerpool ist ein Verbund von Druckern in einem Rechnernetz, unter denen Druckaufträge automatisch verteilt werden.
Der Druckerpool wird von einem Druckerserver gesteuert, der ihn wie einen einzelnen Drucker anbietet. Wird ein Druckauftrag an diesen logischen Drucker gesendet, wird er an den nächsten freien Drucker des Verbundes weitergeleitet.

## Vorteile
- Geringere Wartezeiten, wenn mehrere Druckaufträge gleichzeitig gesendet werden.
- Wenn ein Drucker ausfällt oder gewartet wird, kann trotzdem gedruckt werden, ohne dass Benutzer einen anderen Drucker auswählen müssen.

## Nachteile
- Die Benutzer können nicht wissen, auf welchem der Drucker ein Dokument ausgedruckt wird. Unter Umständen müssen alle Ausgabeschächte nach dem Dokument durchsucht werden.
- Druckt ein Benutzer mehrere Dokumente, kann er nicht davon ausgehen, dass alle Dokumente auf demselben Drucker ausgegeben werden.

Beim Einsatz eines Druckerpools sollte deshalb sichergestellt sein, dass sich alle Drucker am selben Ort befinden. Neuere Systeme teilen dem Absender des Druckauftrags jedoch meist den Namen des zugeteilten Druckers mit, sodass die genannten Nachteile nicht mehr im gleichen Maße wie früher zutreffen.